# Jacques-Bernard-Marie Montané
Pour les articles homonymes, voir Montané.
Jacques-Bernard-Marie Montané (Grenade, 5 janvier 1750 - mort le 17 novembre 1814 à Toulouse) est un magistrat français, président du Tribunal révolutionnaire de Paris, au temps de la Révolution française.

## Famille
Jacques-Bernard-Marie-Montané est né dans une famille d'ancienne bourgeoisie originaire de Gascogne, issue de Bernard Montané (mort en 1733), négociant, bourgeois de Grenade (Haute-Garonne), époux de Claire de La Roque.
Son père, Pierre-Bernard Montané de La Roque (mort avant 1778), est négociant, conseiller du Roi et son lieutenant particulier en l'Élection de Rivière-Verdun et sa mère Elisabeth de Pratviel.
Son fils, Abel Montané de La Roque (1779-1834), est magistrat, juge auditeur à la Cour d'Appel de Toulouse, procureur au Tribunal de Foix.
Son petit fils, Pierre Montané de La Roque (1810-1869), est juge d'instruction.
Son arrière arrière petit fils, René Montané de La Roque (1892-1950), est procureur de la République, chevalier de la Légion d'honneur, croix de guerre 1914-1918 avec palmes.
La famille porte le blason : de gueules à une montagne de 6 coupeaux d'argent senestrée d'un serpent mouvant du flanc de l'écu; au chef d'argent chargé d'une étoile d'azur accompagnée de 2 croissants de même. 

## Biographie
Jacques-Bernard-Marie Montané, fils de Bernard Montané de La Roque (mort avant 1778), est avocat à Toulouse dès 1773, conseiller du roi et lieutenant civil et criminel du présidial de Toulouse (1773-1790), puis juge de paix (1790-1792). Il est élu troisième juge du tribunal révolutionnaire le 13 mars 1793. Il est nommé président du tribunal révolutionnaire le 23 ventôse an I (13 mars 1793),. 
Il est président lorsque Charlotte Corday comparaît le 17 juillet 1793 pour l'assassinat de Marat. Accusé de modérantisme par Fouquier-Tinville, il quitte la présidence le 23 août 1793 pour être remplacé par Martial Herman, avant de se retrouver en prison. Il est acquitté après la chute de Maximilien de Robespierre le 13 septembre 1794, et devient juge au tribunal du deuxième arrondissement de Paris. De 1800 à 1811, il est premier juge de la Cour de Justice de Toulouse et décoré de l'ordre du Lys. 
Il avait épousé Marie Thérèse Daribau, fille de N... Daribau, seigneur de Galau, Malcomte et Palais, ancien jurat de la ville d'Agen.

## Plaidoyer du président Montané- Extraits[7]-
« Il ne suffit pas à un bon citoyen qui a été dénoncé et accusé, à un véritable ami du peuple et de son bonheur, que vous avez honoré de votre confiance, d'avoir été acquitté et mis en liberté immédiatement, par un jugement public du tribunal révolutionnaire... ».
« ...Fouquier-Tinville me dénonça au comité de Salut Public le 29 juillet 1793, par sa lettre du même jour, insérée dans Le Moniteur du lendemain, 30 juillet. Il intervint, ce 30 juillet, un décret portant : Article Premier : Les dénonciations faites au comité de Salut Public du 29 juillet par Fouquier-Tinville, accusateur public, au tribunal révolutionnaire établi à Paris, contre Montané, président du même tribunal, seront remises à l'accusateur public de la seconde section créée par décret de ce jour, et le dit Montané demeurera en état d'arrestation... ».
« ...Voila deux faits (l'Affaire des Orléanais et l'Affaire Charlotte Corday), qu'il a plu à Fouquier-Tinville, mon dénonciateur, de déposer par vengeance personnelle, pour m'éloigner du tribunal, pour pouvoir continuer de manœuvrer à sa guise ».